# Vlag van Grenada

Vlag van Grenada (ratio 3:5)

De vlag van Grenada werd op 7 februari 1974 aangenomen en bestaat uit twee gele driehoeken bovenaan en onderaan en twee groene driehoeken bovenaan en onderaan. Deze worden omringd door een rode rand met zes vijfpuntige gele sterren - drie in het midden bovenaan en drie in het midden onderaan - samen met een extra ster op een rode schijf in het midden en een muskaatnoot in de gehesen driehoek. De vlag werd in 1974 aangenomen ter vervanging van het tijdelijke ontwerp dat werd gebruikt sinds de eilanden een geassocieerde staat van het Verenigd Koninkrijk werden en is de vlag van Grenada sinds het land dat jaar onafhankelijk werd. De nootmuskaat staat symbool voor de belangrijkste exportproducten van de eilanden en was het enige kenmerk van de vorige vlag dat behouden bleef.
De kleuren en symbolen van de vlag hebben een culturele, politieke en regionale betekenis. Het groen staat voor de vegetatie en landbouw van de eilanden, terwijl het geel de zon oproept, evenals de warmte en wijsheid van de Grenadianen. Het rood staat voor harmonie, eenheid, moed, en vitaliteit.
De gele sterren op de rode rand symboliseren de gemeenten van het land, terwijl de gele ster op de rode schijf in het midden staat voor de twee zustereilanden Carriacou en Petite Martinique, die tot de zevende gemeenten van het land worden gerekend. Het symbool van een nootmuskaat op de hijs verwijst naar een van de belangrijkste landbouwexporten van de eilanden. Het land is de op een na grootste producent van nootmuskaat ter wereld, na Indonesië. Grenada heeft daarom de bijnamen "Isle of Spice" en "Spice Island" gekregen.

## Overige vlaggen van Grenada
Grenada heeft twee andere vlaggen: een civiele en dienstvlag ter zee, die gelijk zijn aan elkaar en eenzelfde ontwerp hebben als de landsvlag, maar met ratio van 1:2, en een oorlogsvlag ter zee, gebaseerd op het Britse witte vaandel met in het kanton de landsvlag, eveneens met een ratio van 1:2.

? Dienst- en civiele vlag (ratio 1:2)
? Marinevlag (ratio 1:2)

## Historische vlaggen
Van 1630 tot 1763 was Grenada Frans bezit, daarna was het een Britse kolonie. Van 1886 tot 1960 maakte het deel uit van de Britse Bovenwindse Eilanden; zie het artikel Vlag van de Britse Bovenwindse Eilanden voor de vlaggen die Grenada in deze periode voerde. Tussen 1958 en 1962 maakte het deel uit van de West-Indische Federatie; zie het artikel Vlag van de West-Indische Federatie voor de vlag die het land in deze periode voerde. In 1967 kreeg het land zijn eerste eigen vlag, bestaande uit drie gelijke horizontale banen van blauw, geel en groen, met in het midden een embleem dat een muskaatnoot toont. Deze hield stand tot de revolutie van 1974.
Volgens Flags of the World had Grenada gedurende de periode 1875-1974 een op het Britse blauwe vaandel gebaseerde vlag. Hiervan zijn twee versies bekend: De eerste (1875-1903) met een afbeelding van een suikerplantage en de tweede met een zeilend galjoen, schuin van achter bezien, met daaronder het motto clarior e tenebris (licht uit de duisternis) (1903-1974).

?Eerste vlag (1875-1903)
?Tweede vlag (1903-1967)
?Derde vlag (1967-1974)
?Huidige vlag (sinds 1974)